# Topíssima
Topíssima é uma telenovela brasileira exibida pela Record de 21 de maio a 9 de dezembro de 2019 em 145 capítulos. Substituiu a reprise de A Terra Prometida e foi substituída por Amor sem Igual, sendo a 32ª novela exibida pela emissora desde a retomada da dramaturgia em 2004.
Foi escrita por Cristianne Fridman com a colaboração de texto de Aline Garbati, Camilo Pellegrini, Carla Piske, Jussara Fazolo, Fabiana Reis, Marco Borges e Stephanie Martins. A direção foi de Rogério Passos, Guga Sander e Hudson Vianna, com direção geral de Rudi Lagemann. É a primeira telenovela contemporânea não bíblica da emissora em cinco anos, desde Vitória, também escrita por Cristiane em 2014.
Contou com as participações de Camila Rodrigues, Felipe Cunha, Cristiana Oliveira, Maurício Mattar, Floriano Peixoto, Cássia Linhares, Sílvia Pfeifer e Rafaela Sampaio.

## Antecedentes
Em 2012, Máscaras, novela escrita por Lauro César Muniz, iniciou uma grave crise na teledramaturgia da RecordTV ao sair do ar com 5,9 pontos de média em uma exibição que marcava entre 4 e 6 pontos – o pior resultado desde a retomada da produção em 2004 – além de ser intensamente criticada pelos jornalistas especializados. A trama derrubou em 6 pontos o resultado da anterior, Vidas em Jogo, que se encerrou com a média geral de 11 e capítulos que chegavam a 19 pontos. Após dois anos em crise, a direção escalou Cristianne Fridman para tentar reerguer a dramaturgia com Vitória, já que a autora era responsável por três das novelas de maior sucesso da emissora: Bicho do Mato, Chamas da Vida e Vidas em Jogo, que constantemente atingiam a liderança.
Porém a novela não teve o mesmo sucesso das anteriores da autora, uma vez que foi exibida às 21h30, disputando o horário com a "novela das nove" da Rede Globo – enquanto outras obras de Cristianne iam ao ar às 22h30. A partir de então a emissora decidiu investir apenas em novelas baseadas em livros épicos, embalada pelas minisséries do gênero que tinham grande repercussão. Como consequência, Cristianne foi dispensada pela emissora em junho de 2015.

## Produção

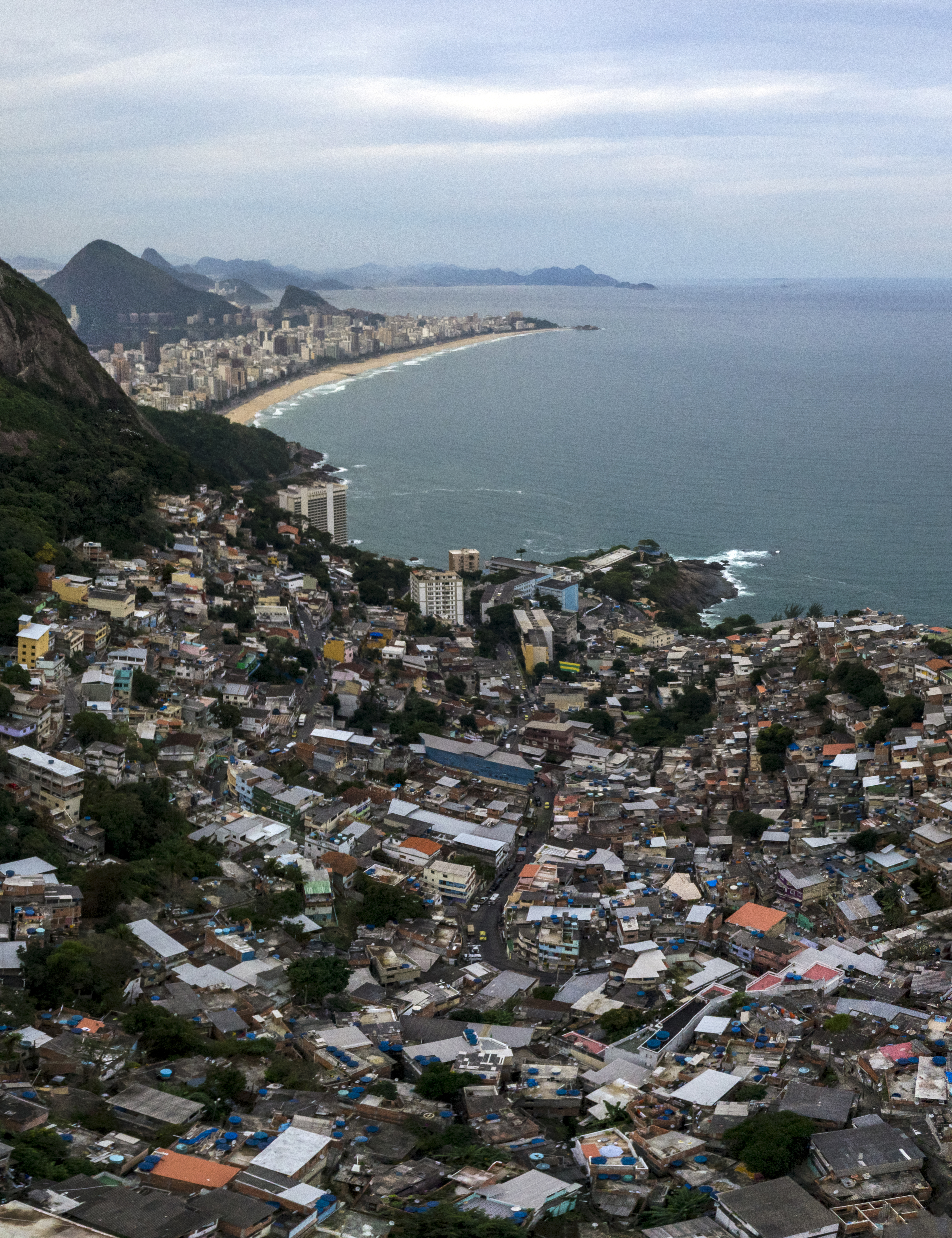
A favela do Vidigal, onde a novela foi gravada.

Em julho de 2016, Cristianne Fridman foi recontratada pela RecordTV para ser colaboradora em O Rico e Lázaro. Em março de 2017 a direção da emissora pediu para a autora desenvolver uma sinopse inédita para a faixa de "novela das sete". Originalmente intitulada Procura-se Ela, a história seria focada em um milionário que promete aos funcionários de sua empresa metade de sua fortuna caso um deles encontre sua neta, que desapareceu na infância após ficar órfã, porém a ideia foi abortada. Logo após Cristianne decidiu focar a trama em uma comédia romântica sobre os conflitos entre uma moça feminista e um homem rústico. A sinopse foi aprovada em agosto de 2017 para entrar no ar em janeiro de 2018 após Belaventura. Em 29 de setembro, foi anunciado que a novela se chamaria Rosa Choque, inspirada pela canção de Rita Lee de mesmo título sobre empoderamento feminino. Em dezembro, no entanto, a trama mudou de título para Topíssima.

"Dessa vez a proposta é diferente, o enredo é divertido e vai fazer rir, mas também vai emocionar, chorar e até dar nervosismo. O horário [das 19h45] exige uma coisa mais leve, solar."

— Cristianne Fridman sobre escrever uma novela mais leve para às 19h45, diferente das tramas mais densas que a consagraram no antigo horário das 22h30.
A principal inspiração de Cristianne foi a peça teatral A Megera Domada, de William Shakespeare, que narrava igualmente a história de uma feminista obrigada pelo pai a se casar com um machista por já estar ficando "velha demais". A autora atualizou a história para que a personagem feminina central optasse por conta própria a se casar com o rapaz e que a motivação não fosse mais a idade, mas sim a posição da mulher no mercado de trabalho. Além disso, ela também buscou resgatar a temática da favela versus a metrópole, que fez sucesso na emissora em Vidas Opostas em 2007. Em janeiro de 2018, após alguns adiamentos, a trama foi oficialmente cancelada, porém Cristianne continuou desenvolvendo-a e entregou os todos os capítulos escritos.
Topíssima só foi "desengavetada" em novembro de 2018, quando foi anunciada para maio de 2019. A favela Tavares Bastos, no Rio de Janeiro foi cogitada para as gravações externas, porém a produção desistiu pelo local ter ficado marcado em outras novelas como Vidas Opostas e A Força do Querer – da RecordTV e Rede Globo, respectivamente – optando pelo Vidigal, que havia sido pouco explorada na televisão em tramas centrais. A primeira reunião de elenco e leitura dos primeiros textos ocorreu em 16 de janeiro de 2019. Em 23 de janeiro os ensaios foram cancelados após a notícia da morte de Caio Junqueira, a qual deixou a equipe abalada, uma vez que o ator havia trabalhado durante anos na RecordTV com parte do elenco em outras novelas. Em 21 de fevereiro, a equipe começou os trabalhos de produção e, em 14 de março, inciaram-se as gravações externas.

### Escolha do elenco
Originalmente Topíssima havia fechado um elenco completamente diferente antes de ser cancelada em 2018. Camila Rodrigues, Graziella Schmitt, Rosanne Mulholland, Manuela do Monte e Juliana Baroni realizaram os testes para interpretar a protagonista Sophia, sendo que a primeira foi a escolhida. Apesar disso, Juliana e Rosanne foram escaladas para a novela, como as intérpretes de Graça e Beatriz – papéis que inicialmente teve Bianca Rinaldi e Julianne Trevisol como nomes cogitados –, enquanto Manuela e Graziella foram deslocadas para personagens centrais em Jesus e Lia, respectivamente. Algum tempo depois, no entanto, Rosanne foi deslocada para o papel de Angélica e Larissa Maciel assumiu o posto de Beatriz após sua boa repercussão em Belaventura. Em outubro de 2017, Dudu Azevedo foi anunciado como o protagonista Antônio e Guilherme Winter como o antagonista Pedro. Para os pais dos protagonistas, foram escalados Beth Goulart, Bianca Byington e Tadeu Aguiar como Mariinha, Lara e Carlos, respectivamente.
O elenco ainda era formado por Maurício Mattar como Paulo Roberto, Lucinha Lins como Madalena, Zeca Carvalho como Zeca, Adriana Birolli como Thais, Maitê Padilha como Gabriela, Rafael Gevú como Rafael, Daniel Blanco como Vitor, Cacá Ottoni como Jandira, Sthefany Brito como Yasmin, Ricky Tavares como Edison, Raphael Montagner como Bruno, Jorge Pontual como Dagoberto, Gustavo Rodrigues como André, David Pinheiro como Edevaldo, Suzana Alves como Inês, Cláudia Mello como Clementina, José Rubens Chachá como Canarinho, Aninha Lima como Vera, Brenno Leone como Mão de Vaca, Daniel Zettel como Sem Noção, Júlia Maggessi como Beca, Giselle Batista como Isadora, Anna Rita Cerqueira como Minha Flor, Polliana Aleixo como Elisabete, Raphael Sander como Gustavo, Bruno Peixoto como Zumbi, Drico Alves como Fernando, Letícia Peroni como Andréa, Maju Rodrigues como Jade, Lara Lazzaretti como Aderlize e Michelle Martins como Luciana. Após o cancelamento, uma parte do elenco foi remanejada para outros trabalhos da emissora e outra parte foi dispensada, sendo que todos receberam o salário pelos 7 meses que a obra ficaria no ar.
Quando a novela foi desengavetada, apenas Camila Rodrigues, Maurício Mattar, Cláudia Mello e Letícia Peroni foram mantidas do elenco original escalado em 2017. Camila chegou a ser disputada entre as produções de Topíssima e Jezabel para protagonista de ambas, porém a primeira venceu, endossada pela própria atriz que desejava interpretar Sophia por se identificar com a personagem. Já Maurício foi transferido do papel de Paulo Roberto para o de Carlos, enquanto Floriano Peixoto ficou com o antagonista. Emílio Orciollo Netto também foi convidado para Jezabel, porém preferiu interpretar o antagonista Taylor em Topíssima. Brendha Haddad foi anunciada como Inês, porém acabou sendo remanejada para Jezabel e Suzana Alves retomou o papel que seria dela em 2017. Rhaisa Batista interpretaria Isadora, porém foi substituída por Amanda Richter sem explicações. Felipe Cunha, que até então nunca havia feito um papel central, foi escolhido como protagonista após o bom desempenho de seu personagem em Jesus. Posteriormente, Guilherme Winter voltou a integrar o elenco da trama, interpretando Lima, um alpinista social que interfere no romance de Sophia e Antônio, entrando no capítulo 45, sendo que o papel foi escrito especialmente para ele pela autora, uma vez que não pertencia a seus planos originais.[carece de fontes?]

### Preparação
A coach Vera Freitas ficou responsável por preparar o elenco e ajudá-los a construir o perfil dos personagens, como a postura corporal e visual mais humilde do núcleo da favela e o vocabulário e interesse dos estudantes da universidade. Felipe Cunha se mudou para o Vidigal em janeiro de 2019, onde ficaria até a estreia da novela para realizar um laboratório presencial, passando a absorver os hábitos e as gírias dos moradores da favela.[carece de fontes?] Isabel Fillardis também precisou estudar o básico de medicina para compor a professora e enfermeira Vera. Sílvia Pfeifer, Denise Del Vecchio, Miguel Roncato e Rafaela Sampaio realizaram workshops de culinária no bistrô Rosa Morena para interpretarem o núcleo do restaurante Cantinho da Laje. Camila Rodrigues se inspirou na personagem de Sandra Bullock no filme A Proposta para compor a protagonista Sophia, uma vez que ambas tinham o mesmo perfil – executivas poderosas e viciadas em trabalho, porém retratadas de forma humorada.

### Sequência cancelada
Em novembro de 2019 a emissora começou a estudar a possibilidade de produzir uma continuação da novela, motivada pela boa repercussão de audiência e pela crítica. Segundo o diretor Rudi Lagemann, caso a sequência fosse produzida, seria centrada em Salvador como retribuição ao estado ter tornado Topíssima líder de audiência durante toda sua exibição. Apenas no último capítulo, em 9 de dezembro de 2019, foi confirmado que haveria uma continuação, originalmente planejada para substituir Amor sem Igual em 2020. Porém, devido aos impactos da pandemia de COVID-19 no Brasil, a produção foi adiada por diversas vezes, até ser cancelada definitivamente em 2022.

## Enredo
Na Zona Sul do Rio de Janeiro mora Sophia, uma empresária rica e bem sucedida, que é obrigada por Lara, sua mãe, a assinar um termo de que se casará dentro de um ano para assumir a presidência do Grupo Alencar ou perderá o posto. Quem não gosta disso é Paulo Roberto, meio-irmão de Lara que nunca teve direito à herança, mas que comandava o grupo pela incapacidade dela. Ele promete se vingar por ter sido relegado. Já na favela do Vidigal mora Antônio, um taxista honesto, mas rústico e um pouco machista por ter amadurecido cedo para cuidar da mãe, Mariinha, dona do restaurante Cantinho da Laje, e da irmã Gabriela, que vive um romance conturbado com Rafael, filho de Paulo Roberto, que não admite que ele se interesse por uma moça da favela. Ao se conhecerem, Sophia e Antônio se detestam à primeira vista, mas acabam vivendo um intenso romance, para desespero de Lara, que não quer ver a filha envolvida com um favelado, ainda mais quando descobre que a mãe do rapaz é a mulher de quem ela roubou o noivo Carlos, na juventude.
Visando retomar a presidência, Paulo Roberto faz planos para incriminar Sophia, com suspeitas de que estaria envolvida com o tráfico de uma droga sintética, chamada de Veludo Azul. Na verdade, ele é o real criador daquela droga junto com o policial corrupto Pedro e com o químico Taylor. Escondendo-se por trás da imagem de um empresário íntegro, não imagina que sua assistente e amante Yasmin seja uma espiã infiltrada por Lara para reunir provas contra ele. Quem investiga o caso é o delegado André, que acredita na culpa de Sophia e persegue seu passos, enquanto os policiais Graça e Edevaldo discordam do chefe e tentam desvendar os verdadeiros culpados. Ainda o ex-policial Dagoberto entra numa investigação paralela com seu sobrinho, Mão de Vaca, para descobrir quem está por trás do Veludo Azul, sem imaginar que é o próprio irmão, Pedro.
Madalena é uma mãe rígida e controladora que tem medo que os filhos, Jandira e Fernando, tomem um caminho errado – o que acontece e é motivo de conflito entre eles. Jandira tem vergonha de ser morar na favela e mente que é rica para tentar dar o golpe em Vitor, sem imaginar que ele é neto da empregada de Paulo Roberto e também quer encontrar uma moça rica; já Fernando se torna "aviãozinho" do tráfico. Já Beatriz se anulou em um casamento abusivo com Paulo Roberto, que a humilhava constantemente, decidindo por fim no relacionamento e iniciar a vida profissional na maturidade.

## Exibição

### Adiamentos
Originalmente Topíssima estava prevista para estrear em janeiro de 2018, substituindo Belaventura. Em dezembro de 2017, no entanto, foi anunciado que a novela foi adiada para março devido ao atraso na produção, sendo que a faixa de horário nos dois meses entre o fim de uma e o início da outra seria ocupado por jornalismo. Em janeiro de 2018 a direção decidiu transferir a reprise de Os Dez Mandamentos – que estava sendo exibida às 18h45 – para às 19h45 após o fim de Belaventura, fazendo com que Topíssima fosse adiada para o segundo semestre, quando a reprise chegasse ao fim. Em abril, porém, foi revelado que a novela estava suspensa e não tinha previsão de ser produzida mais, endossando os diversos rumores de que a novela seria cancelada havia meses. Apesar da suspensão, toda equipe recebeu o salário referente aos oito meses previstos da novela e a maior parte do elenco foi remanejada para outros trabalhos na emissora. Apenas em novembro de 2018 foi anunciado que a novela seria produzida para o fim do primeiro semestre de 2019.

### Divulgação e estreia

Cartaz de divulgação de Topíssima.

Em 3 de março de 2019 foi anunciado que Topíssima estrearia em 21 de maio às 19h45, substituindo a reprise de A Terra Prometida, e as primeiras informações da novela começaram a circular nos veículos de comunicação. No dia seguinte foram liberadas as artes de pré-divulgação em jornais e revistas, além do press kit para a imprensa e patrocinadores com informações sobre o projeto. Em 2 de maio foi divulgado o logo oficial, cujos dois "S" formavam um coração, e a primeira chamada na televisão sob o slogan: "Em maio estreia uma novela que é mais que top, é Topíssima". No dia seguinte, 3, foram lançados diversas prévias com cenas da novela e a data e hora de estreia, além do perfil de 5 personagens contados pelos próprios interpretes – Camila Rodrigues, Felipe Cunha, Emílio Orciollo Neto, Sidney Sampaio e Felipe Cardoso – de forma informal em suas próprias visões e com suas palavras.
Em 7 de maio foram liberadas as prévias sobre os personagens de Cristiana Oliveira, Floriano Peixoto, Denise Del Vecchio, Paulo César Grande e Brenda Sabryna. Em 9 de maio novos vídeos de divulgação foram lançados, trazendo em cada um deles um apresentador da emissora interagindo com algum ator da trama ao ver um vídeo deles em suas redes sociais, sendo eles Gugu Liberato, Marcos Mion, Ana Hickmann, Sabrina Sato, Ticiane Pinheiro, Luiz Bacci, César Filho e Renata Alves. Também houve a gravação de chamadas com apresentadores das afiliadas da emissora para serem veiculadas durante a programação local, atraindo o público específico de cada região, tendo participado Amin Khader do Rio de Janeiro, Mariana Martins de Goiás, Fred Linhares de Brasília, Mauro Tramonte de Minas Gerais, Hugo Esteves da TV Clube de Pernambuco, Zé Eduardo Bocão da RecordTV Itapoan da Bahia e João Rodrigues da NDTV de Santa Catarina.
Em 15 de maio ocorreu a coletiva de imprensa para lançar a telenovela, contando com o elenco, diretores e produtores, onde foram exibidas as primeiras cenas e chamadas exclusivas, além de contar jornalistas especializados de diversos veículos para entrevistar toda a equipe. A autora não esteve presente por apresentar um problema no joelho que impossibilitou sua locomoção, aparecendo em um vídeo-conferência para falar sobre a trama e responder as perguntas dos jornalistas.

### Mudança de horário
Em 13 de novembro de 2019 é anunciado que, a partir de 2 de dezembro, Topíssima seria exibida em novo horário, indo ao ar às 20h30 devido à mudança na grade da emissora, que adiantou o Jornal da Record das 21h45 para as 19h45. Com isso, apenas a última semana da novela ocupou a faixa de "novela das oito".

### Reprise
Foi reprisada de 27 de janeiro a 24 de agosto de 2021 ás 21h45, em 150 capítulos, substituindo Jesus e sendo substituída pela série canadense Quando Chama o Coração. Nessa reexibição foi transmitido um final alternativo.

### Exibição internacional
A novela foi exibida no canal estatal português RTP1, no horário das 14h15, substituindo a reprise da telenovela portuguesa Os Nossos Dias e sendo substituída por Escrava Mãe, de 17 de julho de 2023 a 9 de fevereiro de 2024.

## Elenco
| Intérprete            | Personagem                         |
| --------------------- | ---------------------------------- |
| Camila Rodrigues      | Sophia Loren Alencar               |
| Felipe Cunha          | Antônio Ramos Gonçalves            |
| Cristiana Oliveira    | Lara Alencar                       |
| Floriano Peixoto      | Paulo Roberto Mendonça Alencar     |
| Felipe Cardoso        | Detetive Pedro Almada              |
| Sílvia Pfeifer        | Mariinha Ramos Gonçalves           |
| Sidney Sampaio        | Delegado André Medeiros            |
| Denise Del Vecchio    | Madalena Oliveira Soares           |
| Cássia Linhares       | Beatriz Nogueira Mendonça          |
| Guilherme Winter      | João Fernandes Lima (Lima)         |
| Maurício Mattar       | Carlos Dominguez                   |
| Kadu Moliterno        | Dagoberto Almada                   |
| Bruno Guedes          | Edison Gusmão                      |
| Rafaela Sampaio       | Gabriela Ramos Gonçalves           |
| Marcelo Filho         | Rafael Nogueira Mendonça           |
| Vitor Novello         | Vitor Menezes da Silva             |
| Rayanne Morais        | Detetive Graça Ribeiro             |
| Eri Johnson           | Detetive Edevaldo Guedes           |
| Emílio Orciollo Netto | Taylor Smith                       |
| Juliana Didone        | Yasmin Barros                      |
| Pérola Faria          | Angélica Vasconcelos               |
| Paulo Cesar Grande    | José Carlos Oliveira Soares (Zeca) |
| Cláudia Mello         | Clementina Monteiro (Tina)         |
| Bemvindo Sequeira     | Adolfo Constantino (Canarinho)     |
| Miguel Roncato        | Bruno Lopes                        |
| Camila Amado          | Zilá da Silva                      |
| Suzana Alves          | Inês Guedes                        |
| Isabel Fillardis      | Drª. Vera Martins                  |
| Guilherme Seta        | Fernando Oliveira Soares           |
| Letícia Peroni        | Andréa Alencar Almada              |
| Fabio Beltrão         | Leonardo Almada (Mão de Vaca)      |
| Thais Müller          | Rosa Vilela (Minha Flor)           |
| João Villa            | Zico Martins (Sem Noção)           |
| Amanda Richter        | Isadora Ferraz (Isa)               |
| Marcella Rica         | Rebeca Moura (Beca)                |
| Ingrid Conte          | Elisabete Siqueira                 |
| Marcelo Arnal         | Gustavo Torres                     |
| Felipe Silcler        | Milton Albuquerque (Zumbi)         |
| Karen Marinho         | Aderlize Mendes / Joaninha         |
| Samuel Melo           | Eduardo Pereira                    |
| Myrella Victória      | Jade Bevilacqua Guimarães          |
| César Pezzuoli        | Walter                             |
| Gilberto Torres       | Dr. Alexandre                      |
| Marcos Holanda        | José                               |
| Miguel Salabert       | Geraldo                            |
| Rodrigo Candelot      | Nelson Martins                     |
| Claudio Cinti         | Gomes                              |
| Chico Melo            | Miguel                             |
| Juliana Lucci         | Maria                              |
| Anita Amizo           | Drª. Cláudia                       |
| Clarissa Marinho      | Enfª. Caetana                      |
| Prisma da Matta       | Enfª. Letícia                      |
| Samya Peruchi         | Creuza                             |

### Participações especiais
| Intérprete            | Personagem                              |
| --------------------- | --------------------------------------- |
| Samara Felippo        | Thaís Bevilacqua                        |
| Brenda Sabryna        | Jandira Oliveira Soares                 |
| Sérgio Menezes        | Gonçalo Almeida                         |
| Aline Riscado         | Luciana Silveira                        |
| Zé Carlos Machado     | Valdir Silveira                         |
| Nica Bonfim           | Solange Silveira                        |
| Fábio Villa Verde     | Joaquim Ferraz                          |
| Adriana Prado         | Flávia Ferraz                           |
| Simone Soares         | Helena Torres                           |
| Isabella Dionísio     | Meg                                     |
| Theresa Amayo         | Sula Bartolomei[carece de fontes?]      |
| Alcione Mazzeo        | Passageira de Antônio                   |
| Ivan Rios             | Caio                                    |
| Fabrício Assis        | Formiga                                 |
| Gabrielli Diniz       | Esmeralda                               |
| Luiz Nicolau          | Delegado Santiago                       |
| Gustavo Xavíer        | Cabo Moura                              |
| Salmo Silva           | Cabo César                              |
| Vinicius Olivieri     | Cabo Breno                              |
| Antônio Gonzalez      | Hélio                                   |
| Maurício Pitanga      | Henrique                                |
| Hugo Carvalho         | Glauber                                 |
| Ramon Francisco       | Cafúringa                               |
| Felipe Dutra          | Daniel                                  |
| Kauã Rodriguez        | Bené                                    |
| Dudu Varello          | Catraca                                 |
| Miguel Rangel         | Pivete                                  |
| Andrew Kevin          | Digo                                    |
| Solange Damasceno     | Solange                                 |
| Enzo Diniz            | Daniel Alencar Lima                     |
| Raul Labancca         | Médico abortista                        |
| Paulo Carvalho        | Juiz no julgamento de Lara              |
| Flávio Guedes         | Diretor da novela de Isadora            |
| Denise Dias           | Fã de Edevaldo                          |
| Laura Kuczynski       | Clementina (jovem)                      |
| Sofia Budke           | Sophia (criança)                        |
| Marcos Mion           | Ele Mesmo                               |
| Dudu Nobre            | Ele Mesmo                               |
| Rogério Formigoni     | Ele Mesmo                               |
| Paola Bracho Mostarda | Delegada Ana Paula - 1° Frase da novela |

## Música
A trilha sonora de Topíssima foi lançada apenas para streaming em 21 de maio de 2019, mesmo dia da estreia da telenovela, trazendo na capa Camila Rodrigues e Felipe Cunha caracterizado como os protagonistas. Para a abertura foi escolhida um versão remixada de "Quem de Nós Dois, interpretada por Ana Carolina.
Lista de faixas
| N.º | Título                           | Música                                | Personagem tema          | Duração |  |
| 1.  | "Quem de Nós Dois" (Dunga remix) | Ana Carolina                          | Abertura                 | 3:35    |  |
| 2.  | "Um Sonho Bom pra Mim"           | Banda Universos                       | Sophia e Antônio         | 3:12    |  |
| 3.  | "Quanto te Encontrei"            | Ariane Villa Lobos e Victor Cupertino | Mariinha e Carlos        | 3:47    |  |
| 4.  | "Should I Stay"                  | Gabrielle                             | Sophia                   | 3:55    |  |
| 5.  | "Dois Corações"                  | Melim                                 | Gabriela e Rafael        | 3:02    |  |
| 6.  | "Porque Eu te Amo"               | Anavitória                            | República                | 3:36    |  |
| 7.  | "Feeling Good"                   | Nina Simone                           | Lara                     | 2:54    |  |
| 8.  | "Estou Pronto"                   | Paulo Miklos                          | Carlos                   | 3:16    |  |
| 9.  | "Nossa Conversa"                 | Kell Smith                            | Minha Flor e Mão de Vaca | 4:06    |  |
| 10. | "Cartas para Mãe"                | Ana Gabriela                          | Madalena                 | 2:38    |  |
| 11. | "Dizem que o Amor"               | Marisa Monte                          | Beatriz                  | 2:23    |  |
| 12. | "Meu Sangue Ferve por Você"      | Sidney Magal                          | Inês e Edevaldo          | 3:17    |  |
| 13. | "Quem de Nós Dois"               | Ana Carolina                          | Sophia e Antônio         | 5:05    |  |

Outras canções não incluídas no álbum
- "Pump It" - The Black Eyed Peas (tema de Graça)[18]
- "Esquece e Vem" - Nico Rezende (tema de Jandira)
- "Mulher (Sexo Frágil)" [Tiago Maioli Remix] - Gal Costa (utilizada apenas nas chamadas)[107]

## Audiência
Exibição original
Topíssima estreou com 9,3 pontos de média e picos de 12 na Grande São Paulo, mantendo a vice-liderança e permanecendo no primeiro lugar nos assuntos mais comentados do Twitter. Já no Rio de Janeiro a estreia marcou 13,2 pontos. Em outros estados a trama teve uma maior audiência, estreando com 18 pontos em Salvador, 16 em Goiânia, 15 em Belém e 10 em Belo Horizonte. O segundo capítulo elevou os índices para 9,9 pontos e se tornou o produto mais assistido da emissora naquele dia. Nos 3 primeiros meses a trama manteve uma audiência em torno dos 9 pontos em São Paulo, enquanto em Salvador fechou com média de 18 pontos, atingindo a liderança, e em Goiânia de 13,3 pontos, alterando o primeiro lugar com Verão 90. Em 7 de agosto Topíssima atingiu 23,1 pontos de média em Salvador, com picos de 25,3, audiência nunca antes conquistado por uma telenovela fora da Rede Globo no estado.
Em 2 de dezembro, após a mudança para as 20h30, bateu o recorde ao marcar 10.4 pontos com picos de 12. O último capítulo marcou 11 pontos com picos de 12. Topíssima teve uma média geral de 8 pontos, representando um aumento de 3,0 pontos que a última telenovela contemporânea produzida pela emissora, Vitória (2014).
Reprise
O primeiro capítulo da reprise estreou com 7,7 pontos, ficando na vice-liderança. O segundo capítulo registrou 6,7 pontos, mantendo a vice-liderança. O terceiro capítulo registrou 6,8 pontos. O sexto capítulo, exibido em 3 de fevereiro de 2021 cravou 8 pontos. O oitavo capítulo cravou 5,9 pontos. Em 17 de fevereiro de 2021, bateu recorde negativo com 5,1 pontos.
Em 24 de março, a novela bate seu primeiro recorde desde a estreia com 8,6 pontos. Em 14 de abril, cravou 9,8 pontos. Em 16 de junho, cravou 10,3 pontos. Em 4 de agosto, bate novo recorde com 11,1 pontos.
O último capítulo registrou 10,1 pontos, alcançando a vice-liderança com folga. Teve média geral de 7,5 pontos, elevando os índices deixados pela antecessora.

## Prêmios e indicações
| Ano  | Prêmio                | Categoria                       | Indicação        | Resultado | Ref.    |
| ---- | --------------------- | ------------------------------- | ---------------- | --------- | ------- |
| 2019 | Rose d'Or Awards      | Melhor Soap Opera ou Telenovela | Topíssima        | Indicado  | [ 130 ] |
| 2019 | Troféu APCA           | Melhor Novela                   | Topíssima        | Indicado  | [ 131 ] |
| 2019 | Prêmio Contigo!       | Melhor Novela                   | Topíssima        | Indicado  | [ 132 ] |
| 2019 | Prêmio Contigo!       | Melhor Atriz de Novela          | Camila Rodrigues | Indicado  | [ 132 ] |
| 2019 | Meus Prêmios Nick     | Artista de TV Masculino         | Bruno Guedes     | Indicado  | [ 133 ] |
| 2019 | Troféu UOL            | Melhor Novela                   | Topíssima        | Indicado  | [ 134 ] |
| 2019 | Prêmio Notícias de TV | Melhor Novela                   | Topíssima        | Venceu    | [ 135 ] |
| 2019 | Prêmio Notícias de TV | Melhor Atriz                    | Camila Rodrigues | Indicado  | [ 135 ] |
| 2019 | Prêmio Notícias de TV | Melhor Ator                     | Felipe Cunha     | Indicado  | [ 135 ] |
| 2019 | Prêmio Notícias de TV | Melhor Ator Juvenil             | Bruno Guedes     | Indicado  | [ 135 ] |
| 2019 | Prêmio Notícias de TV | Melhor Atriz Juvenil            | Brenda Sabryna   | Venceu    | [ 135 ] |
| 2019 | Prêmio Notícias de TV | Melhor Ator Cômico              | Eri Johnson      | Venceu    | [ 135 ] |
| 2019 | Prêmio Notícias de TV | Melhor Atriz Cômica             | Rayanne Morais   | Venceu    | [ 135 ] |
| 2019 | Prêmio Notícias de TV | Melhor Atriz Mirim              | Myrella Victória | Venceu    | [ 135 ] |
| 2019 | Prêmio Área VIP       | Melhor Novela                   | Topíssima        | Indicado  | [ 136 ] |
| 2019 | Prêmio Área VIP       | Melhor Atriz                    | Camila Rodrigues | Indicado  | [ 136 ] |
| 2020 | Prêmio Notícias de TV | Melhor Ator Mirim               | Guilherme Seta   | Indicado  | [ 137 ] |